# Landsberger Bund

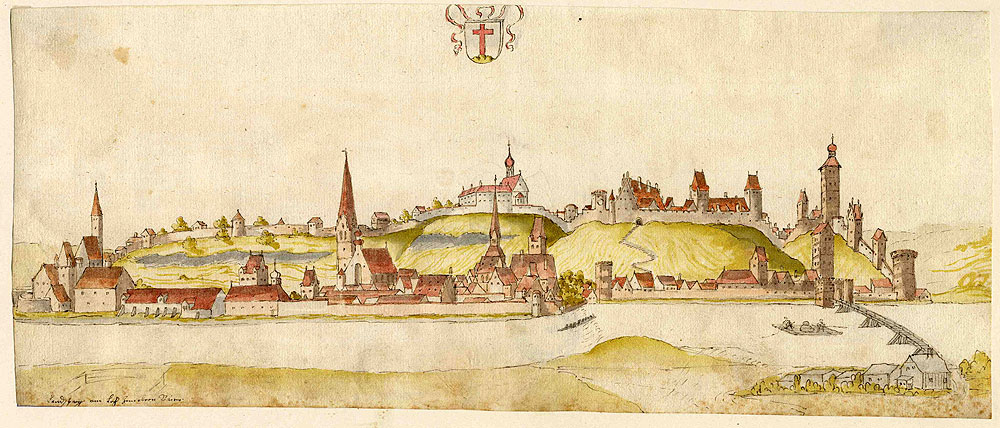
Federzeichnung des Gründungsortes Landsberg am Lech um 1580

Der Landsberger Bund bestand von 1556 bis 1599 als Bündnis einiger Reichsstände zur Sicherung des Landfriedens. Er ist nach dem Ort Landsberg am Lech benannt.

## Geschichte
Nach den Schwierigkeiten, den Landfrieden aufrechtzuerhalten, wie sich vor allem anlässlich des Markgräflerkrieges gezeigt hatte, kam es am 1. Juni 1556 zur Gründung des Landsberger Bundes als regionales Defensivbündnis von verschiedenen süddeutschen Reichsständen. Der erste militärische Führer war Sebastian Schertlin von Burtenbach.
Die eigentlichen Architekten des Bündnisprojektes waren der spätere Reichsvizekanzler Johann Ulrich Zasius und der bayerische Rat Wiguleus Hund. Der konkrete Hintergrund war die bevorstehende Auflösung des Heidelberger Bundes und die Sorge vor neuen Landfriedsbruchaktionen von Albrecht Alkibiades von Brandenburg-Kulmbach. Zwar war 1555 die neue Reichsexekutionsordnung beschlossen worden, aber die Protagonisten des Bundes fürchteten, dass diese noch nicht tragfähig sei.
Insbesondere Zasius und Hund verfolgten weitergehende Zielsetzungen. Sie wussten um die Brüchigkeit des Augsburger Religionsfriedens und um die militärische Stärke der protestantischen Stände. Daher sollte der Bund auch zur Stabilisierung der katholischen Position im Reich dienen. Um nicht von vornherein zur Gründung einer protestantischen Einung herauszufordern, musste der Bund zumindest nominell überkonfessionell sein. Diese konfessionspolitischen Hintergründe spielten in den offiziellen Dokumenten denn auch keine Rolle.
Daran beteiligt waren Herzog Albrecht V. von Bayern, König Ferdinand in seiner Funktion als Erzherzog von Österreich, das Erzstift Salzburg und die Reichsstadt Augsburg. Das Bündnis war zunächst auf sieben Jahre befristet. Ein Jahr später kam ein bereits 1552 gegen Albrecht Alkibiades gebildetes Bündnis der Hochstifte Bamberg und Würzburg sowie der Reichsstadt Nürnberg hinzu. Insbesondere Ferdinand I. drängte auf eine Erweiterung ungeachtet der Konfession der Mitglieder. Allerdings gelang es nicht, den Bund um Württemberg, die Reichsstadt Frankfurt am Main und den Grafen der Wetterau zu erweitern.
An der Spitze stand ein Bundesoberst. Dieses Amt wurde anfangs jährlich zwischen Österreich und Bayern abwechselnd besetzt. Die Obersten waren für die Einberufung der Bundestagungen zuständig und führten im Kriegsfall den Oberbefehl. Die Mitglieder ernannten einen Kriegsrat zur Führung der Truppen. Die gemeinsame Truppe sollte aus 200 Reitern und 800 Fußsoldaten bestehen. Regelmäßige Zahlungen der Mitglieder finanzierten die Aufwendungen.
Der Bund sollte erst tätig werden, wenn die Reichskreise oder der Kaiser nicht in der Lage waren, den Landfrieden zu wahren. Insoweit war der Bund eine Ergänzung der Reichsfriedensordnung und stand nicht in Konkurrenz zu den Reichsinstitutionen.
Wirklich aktiv wurde der Bund selten. Dies zeigte sich 1558 und 1563 bei den Überfällen Wilhelm von Grumbachs (Grumbachsche Händel) in Franken. Während des Überfalls selbst wurde der Bund auch wegen der Schnelligkeit des Vorstoßes und Rückzuges nicht aktiv. Danach wurde zum Schutz der fränkischen Territorien eine stehende Truppe von Reitern aufgestellt. Eine nur bescheidene Rolle spielte der Bund auch, als 1569 Söldnertruppen im Elsass aufmarschierten. Diese waren 40.000 Mann stark, was die militärische Leistungsfähigkeit des Bundes bei weitem überstieg.
Der bayerische Herzog Albrecht V. machte auch vor dem Hintergrund dieser Schwäche 1569 den Versuch, den Bund massiv zu vergrößern. Verhandelt wurde etwa mit allen Kurfürsten außer mit Brandenburg. Am 17. Dezember 1569 trat Jakob von Eltz, Erzbischof von Trier, dem Bündnis bei. Selbst die Spanischen Niederlande sollten einbezogen werden. Bei einem Erfolg hätte dies die Erweiterung zu einem im ganzen Reich aktiven Landfriedensbund bedeutet. Letztlich sind diese Bemühungen aber an den konfessionellen Gegensätzen, aber auch an der Ablehnung der Erweiterung durch Maximilian II. gescheitert.
Der Bund zerbrach nach Streitigkeiten zwischen Bayern und Salzburg im Jahr 1599. An Stelle des offiziell überkonfessionellen Bundes bemühte sich Bayern um die Bildung eines rein katholischen Bündnisses, das 1609 mit der katholischen Liga zu Stande kam.